# Tropheus

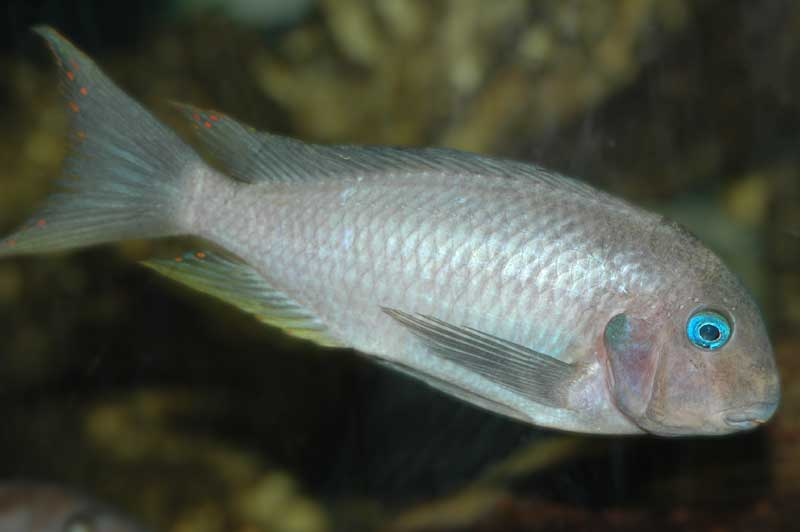
Tropheus polli

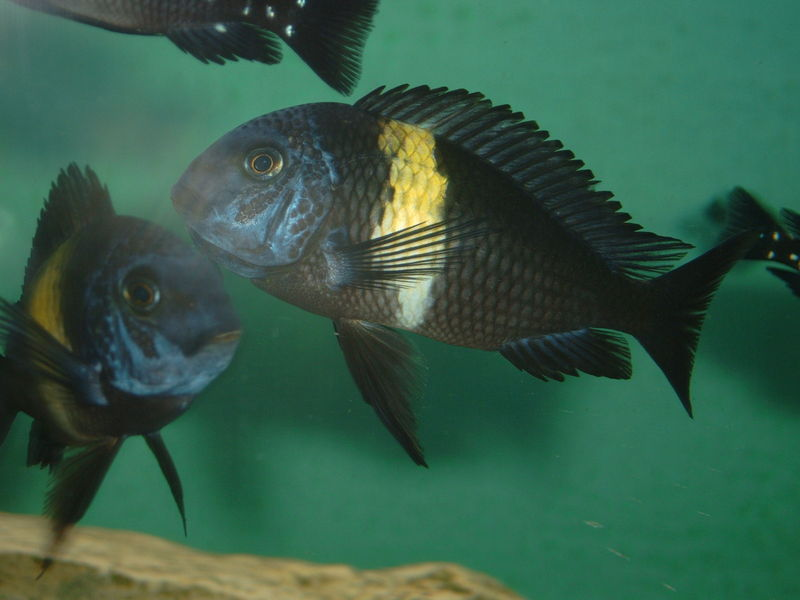
Tropheus duboisi

Tropheus és un gènere de peixos de la família dels cíclids i de l'ordre dels perciformes.

## Morfologia
- Cos gruixut, allargat i lleugerament comprimit lateralment.
- Cap gros amb una curvatura característica entre la part superior dels ulls i la boca.
- Els patrons de coloració varien enormement entre varietats geogràfiques, tot i que predominen els tons foscs en les espècies del nord del llac Tanganyika i la coloració més clara en les espècies localitzades al sud.[2]

## Alimentació
La seva alimentació és totalment herbívora. A l'aquari s'han d'alimentar amb aliments i pinsos rics en pèsols i espirulina. Una il·luminació forta permetrà el desenvolupament permanent d'algues verdes que seran aprofitades com a font d'aliment.

## Hàbitat
Totes les seues espècies habiten en aigües superficials (no més enllà dels 20 metres de fondària), essent llur límit la màxima distància a la qual pot penetrar la llum i, per tant, la presència de les algues de les que s'alimenten. Les espècies més petites, com ara Tropheus duboisi es troben a més fondària que els seus congèneres a causa de la competència d'altres espècies (pel territori i l'aliment) i amb les quals no pot competir per la seua mida més xicoteta.

## Distribució geogràfica
És endèmic del llac Tanganyika (Àfrica oriental): des de Burundi al nord fins a Zàmbia al sud.

## Costums
- Encara que són extremadament bel·ligerants conviuen en àmplies comunitats sempre que la quantitat d'aliment sigui suficient per a tots ells. Per aquesta raó -i com passa amb altres gèneres de cíclids africans- els Tropheus han de ser mantinguts en àmplies colònies on l'agressivitat es vegi minvada. Aquesta bel·ligerància es multiplica perillosament quan arriba l'època de reproducció, ja que el mascle pot arribar a matar tots els mascles rivals quan l'aquari de manteniment no és prou ampli.
- Habiten en grups familiars a redós de construccions rocoses o còdols dels quals no s'aventuren mai a abandonar.[2]

## Taxonomia
- Tropheus annectens (Boulenger, 1900)[4]
- Tropheus brichardi (Nelissen & Thys van den Audenaerde, 1975)[5]
- Tropheus duboisi (Marlier, 1959)[6]
- Tropheus kasabae (Nelissen, 1977)[7]
- Tropheus moorii (Boulenger, 1898)[8]
- Tropheus polli (Axelrod, 1977)[9][10][11][12][13][14][15][16]